# Post Südstadt Karlsruhe
Post Südstadt Karlsruhe e. V. – Verein für Sport, Freizeit, Gesundheit und Integration (kurz Post Südstadt Karlsruhe oder auch nur PSK) ist ein Sportverein aus Karlsruhe. Der Verein entstand 2001 durch Fusion von Postsportverein und VfB Südstadt.
Der Vorgängerverein Karlsruher FC Südstadt gehört zu den Gründungsmitgliedern des Deutschen Fußball-Bundes. Aus der Basketballabteilung des Vorgängers Postsportverein ging der ehemalige Bundesligist BG Karlsruhe hervor. Die Basketballfrauen von PSK spielten 2015/16 in der 2. Damen-Basketball-Bundesliga.

## Geschichte
Per Verschmelzungsvertrag vom 19. Februar 2001 fusionierten am 1. Juni 2001 Postsportverein Karlsruhe e. V. und VfB Südstadt 1896 e. V. zu Post Südstadt Karlsruhe.
Zum Zeitpunkt der Fusion stieg die Herrenfußballmannschaft des Postsportvereines aus der Landesliga Mittelbaden ab, während der VfB Südstadt Karlsruhe der Kreisliga B Karlsruhe angehörte. Heute gehört die erste Herrenmannschaft zum Stamm der Landesliga Mittelbaden.

### VfB Südstadt Karlsruhe
Der VfB Südstadt entstand 1896. Unter dem Namen Karlsruher FC Südstadt gehörte er 1900 zu den Gründungsmitgliedern des Deutschen Fußball-Bundes. 1924 trat der Verein aus dem DFB aus und dem Arbeiter-Turn- und Sportbund bei. Die politischen Ereignisse führten 1933 zum Verbot und der Auflösung des Vereines.
Nach dem Zweiten Weltkrieg erfolgte die Wiedergründung. Ab 1946 nahm der Verein wieder am Spielbetrieb teil. Im Jahr 1990 trat der 1972 gegründete Fußballclub Espanol Karlsruhe dem VfB Südstadt als eigenständiger Verein bei. 2015 spielen FC Espanol und PSK beide in der Fußball-Landesliga Mittelbaden. Aus dieser musste Post Südstadt Karlsruhe 2016 in die Kreisliga absteigen.

### Postsportverein Karlsruhe
Der Postsportverein wurde 1927 gegründet. 1933 schloss sich fast die komplette Herrenmannschaft der Freien Turnerschaft Karlsruhe aufgrund des Verbots dem Postsportverein an. Nach dem Zweiten Weltkrieg nahm der Postsportverein ab 1955 am Spielbetrieb im Fußball teil.

#### Handball
Frauen
| - Aufstieg in die Bundesliga (Gründungsmitglied) 1975 - Aufstieg in die Regionalliga (1. Liga) 1974 | - Badischer Meister (2. Liga) 1974 - Badischer Meister (3. Liga) 1981 |

## Entwicklung im Basketball
1961 wurde die Basketballabteilung des Postsportvereines gegründet. Diese schloss sich 1993 mit der Basketballabteilung des FC Südstern 06 Karlsruhe zur BG Post/Südstern Karlsruhe (heute BG Karlsruhe) zusammen. In Post Südstadt Karlsruhe bildete sich eine Basketballabteilung, die unter dem Namen PS Karlsruhe Lions antritt und mit der BG Karlsruhe kooperierte.  Mit dem Aufstieg der Herrenmannschaft in die ProB nach der Regionalligasaison 2015/2016, wurde die Kooperation beendet. Den Frauen gelang 2015 der Aufstieg in die 2. Bundesliga Süd, aus der die  Basketballerinnen der PSK Lions nach der Saison 2015/2016 wieder in die Regionalliga abstiegen.

## Abteilungen
Post Südstadt Karlsruhe zählt mit fast 4.000 Mitglieder zu den größten Vereinen in Karlsruhe. Er umfasst folgende Abteilungen:
- Ballsport
  - Basketball
  - Beach-Volleyball
  - Fußball
  - Handball
  - Quidditch
  - Volleyball
- Kampfsport
  - Aikido
  - Judo
  - Selbstverteidigung
  - TaekWan-Do
- Individualsport
  - Badminton
  - Leichtathletik
  - Tennis
  - Tischtennis
  - Triathlon
- Freizeit
  - Fotografie
  - Schach
  - Schwimmen
  - Wandern
- Sport und Gesundheit
- Behindertensport
- Breitensport/Sportabzeichen